# André Marchand (mycologue)
Pour les articles homonymes, voir Marchand et André Marchand (homonymie).
André Marchand, né le 3 septembre 1916 à Lyon, mort le 4 février 1988 à Perpignan, est un mycologue français, fondateur de la Société mycologique des Pyrénées méditerranéennes, devenue Société mycologique André-Marchand.

## Biographie
Après des études à l'École Normale Supérieure de Saint-Cloud en 1938, André Marchand est nommé professeur de français au lycée François-Arago de Perpignan. C'est à cette époque qu'il commence à s'intéresser à la mycologie.
Devenu en quelques années un mycologue de haut niveau, il fonde à Perpignan en 1965 la Société mycologique des Pyrénées méditerranéennes. Fervent partisan de l'illustration photographique, il prend des cours de photo dans un club et se lance dans l'écriture de livres sur les champignons.
À la recherche du "livre idéal" très différent des atlas qui existent alors, il se fixe des objectifs précis :
- une seule espèce par page,
- illustrée par une photographie couleur pleine page et de bonne qualité, du champignon in situ, au minimum grandeur nature,
- en face, sur une page entière au minimum, un descriptif fouillé, toujours ordonné de manière identique, suivi de remarques sur l'écologie, la comestibilité, la microscopie, la classification, les espèces proches,
- le tout avec une typographie lisible mais dans un format maniable et pour un prix modéré.

Après le succès du premier volume de Champignons du Nord et du Midi, édité en 1971, huit autres tomes paraissent jusqu'en 1986, décrivant en tout 900 espèces. André Marchand travaille sur le tome X lorsqu’il est terrassé par une crise cardiaque en 1988, au cours d'une sortie mycologique.
En son honneur, la Société mycologique des Pyrénées méditerranéennes est devenue Société mycologique André-Marchand.

## Ouvrages
- Champignons du Nord et du Midi, tome I : Les meilleurs comestibles et les principaux vénéneux, Société mycologique des Pyrénées méditerranéennes, diffusé par Hachette, 1971
- Champignons du Nord et du Midi, tome II : Les meilleurs comestibles (fin), Société mycologique des Pyrénées méditerranéennes, diffusé par Hachette, 1973
- Champignons du Nord et du Midi, tome III : Bolétales et Aphyllophorales, Société mycologique des Pyrénées méditerranéennes, diffusé par Hachette, 1975
- Champignons du Nord et du Midi, tome IV : Aphyllophorales (fin), Hydnaceae, Gastéromycètes, Ascomycètes, Société mycologique des Pyrénées méditerranéennes, diffusé par Hachette, 1976
- Champignons du Nord et du Midi, tome V : Les Russules, Société mycologique des Pyrénées méditerranéennes, diffusé par Hachette, 1977
- Champignons du Nord et du Midi, tome VI : Lactaires et Pholiotes, Société mycologique des Pyrénées méditerranéennes, diffusé par Hachette, 1980
- Champignons du Nord et du Midi, tome VII : Les Cortinaires, Société mycologique des Pyrénées méditerranéennes, diffusé par Hachette, 1982
- Champignons du Nord et du Midi, tome VIII : Les Cortinaires (fin), Société mycologique des Pyrénées méditerranéennes, diffusé par Hachette, 1983
- Champignons du Nord et du Midi, tome IX : Tricholomes et Tricholomataceae, Société mycologique des Pyrénées méditerranéennes, diffusé par Hachette, 1986